# Jean-Pascal Hohm
Jean-Pascal Hohm (* 1997 in Ludwigsfelde) ist ein deutscher rechtsextremer Politiker (AfD). Er ist seit 2024 Mitglied im Landtag Brandenburg.

## Politik
Hohm ist seit 2014 Mitglied der Alternative für Deutschland. Zwischen 2014 und 2016 leitete Hohm die Junge Alternative in Brandenburg. Er studierte zeitweilig Volkswirtschaftslehre und war Mitglied der Dresdener Burschenschaft Salamandria, schied aber wieder aus. Im August 2017 soll Hohm bei Twitter ein Video der rechtsextremen Band „Hassgesang“ geteilt haben, wobei er im Original aufgetretene SS-Runen überdeckt habe. Im Oktober 2018 traf sich Hohm mit Mitgliedern der italienischen neofaschistischen Organisation Casa Pound.
2019 zog er sich zeitweise von Parteiposten zurück und kündigte seinen Job beim Bundestagsabgeordneten René Springer, laut eigenen Angaben aus persönlichen Gründen. Seit April 2021 ist Hohm Kreisvorsitzender der AfD Cottbus. Während der COVID-19-Pandemie nahm er an Protesten gegen die Schutzmaßnahmen teil. Bei der Landtagswahl in Brandenburg 2024 wurde er über das Direktmandat im Landtagswahlkreis Cottbus I in den Landtag gewählt.
Hohm wird vom Landesverfassungsschutz Brandenburg als rechtsextrem eingestuft. Aussagen von Hohm werden vom Bundesamt für Verfassungsschutz unter anderem als Beleg für einen ethnisch-abstammungsmäßigen Volksbegriff der AfD genutzt.
Von der Parteispitze der AfD wird Hohm als zukünftiger Chef der neuen Jugendorganisation der Partei favorisiert. Er sprach sich für mehr Disziplin in der Parteijugend aus. Eine Mitgliedschaft in der Identitären Bewegung sieht er nicht als Ausschlussgrund für Mitglieder der Jugendorganisation.

### Verhältnis zur Identitären Bewegung
2016 nahm Hohm an einer Sitzblockade der völkischen Identitären Bewegung (IB) vor dem CDU-Parteizentrale in Berlin teil. 2017 musste er einen Job in der AfD-Landtagsfraktion aufgeben, da er bei einem Fußballspiel gemeinsam mit Hooligans und einem damaligen Regionalchef der Identitären auftrat. In einem Facebook-Post aus demselben Jahr bezeichnete er sich als Teil einer Bewegung aus Pegida, der IB und der AfD. Hohm unternahm ein Praktikum bei der neurechten Initiative Ein Prozent, die für die IB als Finanzierungsquelle dient. Laut dem Bundesverfassungsschutz war Hohm zumindest zeitweise für die IB tätig und unterstütze den flüchtlingsfeindlichen Südbrandenburger Verein „Zukunft Heimat“. Hohm bestreitet, in der IB aktiv gewesen zu sein.